# August Adriaan Pulle
August Adriaan Pulle (Arnhem, 10 de enero de 1878 – Utrecht, 28 de febrero de 1955) fue un profesor en botánica neerlandés .
Fue el responsable del resurgimiento de la ciencia natural botánica en los Países Bajos, que desde la muerte de Friedrich A.W. Miquel había llegado a un plateau bajo, y con la aparición de la 'Escuela de Utrecht' en taxonomía vegetal (con conocidos representantes como J. Lanjouw, van Steenis y Victor Westhoff).

## Educación
Pulle asistió a la Escuela Media de Arnhem, y luego estudia farmacia en la Universidad de Utrecht; recibiéndose en 1899. Asistió a conferencias del fisiólogo vegetal Friedrich A.F.C. Went, decidiéndose a profundizar en esa ciencia. En 1900 fue Pulle nombrado asistente de herbario y del laboratorio; en 1904 fue nombrado docente en Historia natural en la "Escuela de Adultos de Utrecht". En 1906 da conferencias como profesor en botánica y de sistemática, y desde 1908 en fitogeografía.
Entre 1902 a 1903 tomó parte en la expedición de Saramacca a Surinam, desarrollando estudios de esa flora, que le permitirían defender una tesis sobre: Una enumeración de las plantas vasculares conocidas de Surinam, junto con su distribución y sinonimia, en 1906, obteniendo el doctorado en botánica y en zoología. También participó de una expedición científica a la isla de Java. Y de 1912 a 1913 publica un tercer informe de "Derde Zuid Nieuw-Guinea Expeditie"; además escribió un cuaderno de viaje Naar het sneeuwgebergte van Nieuw-Guinea.

## Carrera
El 18 de mayo de 1914 Pulle es nombrado profesor de botánica y de fitogeografía en la Universidad de Utrecht, y luego director del Museo Botánico y Herbario; centrando sus investigaciones en las identificaciones y descripciones de la flora de Surinam y de las Indias Neerlandesas. En 1920 se traslada nuevamente a Surinam para profundizar los estudios de la flora; en 1932 publica la primera parte de Flora de Surinam. Pulle fue director del Hortus, y especialmente de 1920 a 1949, es director del Cantonspark en Baarn donde diseña sistemas de horticultura, que sería utilizado para la enseñanza. En 1938 publica Compendium van de terminologie, nomenclatuur en systematiek der zaadplanten. Fue profesor emérito en 1948, permaneció activo hasta su deceso, a los 77 años.
Pulle fue el primer presidente del "Congreso Sudamericano de Botánica, en Río de Janeiro en 1938.
Fue rector magnificus de 1929 a 1930.

## Algunas publicaciones
- 1906. An Enumeration of the Vascular Plants known from Surinam, together with their Distribution and Synonymy. E.J. Brill. Leiden.
- 1911. Zakflora voor Suriname. Deel 1. Bulletin van het Koloniaal Museum te Haarlem. De Bussy. Amsterdam.
- 1912. A Nova Guinea. Résultats de l'Expédition Scientifique Néerlandaise à la Nouvelle Guinée.
- 1913. Naar het Sneeuwgebergte van Nieuw-Guinea (Por las montañas de hielos eternos de Nueva Guinea.) Maatsch. van Goede & Goedkoope Lect. Amsterdam
- 1914. Problemen der plantengeografie. Oosthoek. Utrecht.
- 1924. De derde internationale planten-geografische excursie. Vakblad voor Biologen. Bladzijde 65-74.
- 1932-1965 Flora of Suriname. [título exacto varia] editores (de 1956-1965 †, con J. Lanjouw como coeditor). Koninklijke Vereeniging Indisch Instituut (anteriormente Instituto Colonial)
- 1938. Compendium van de terminologie, nomenclatuur en systematiek der zaadplanten. Utrecht.
- 1940. Overzicht van de lotgevallen en de werkzaamheden van de maatschappij in de eerste halve eeuw van haar bestaan (Resumen de las condiciones sociales y del trabajo en la primera parte del siglo). Leiden
- 1948. Afscheidscollege (Adiós colegas)

- La abreviatura «Pulle» se emplea para indicar a August Adriaan Pulle como autoridad en la descripción y clasificación científica de los vegetales.[1]